# Дровосек (картина)
Дровосек — картина Казимира Малевича, датированная 1912—1913 годами. Выставлена в музее Стедлейка в Амстердаме. На картине изображена механизированная фигура, с поднятыми руками, готовая нанести удар, в напряженной неподвижности. Бревна, наваленные за ним, кажутся собранными серией падений, образующих механические винтики машины. Из игры образованных таким образом кругов и цилиндров возникает мощный механический эффект, усиленный металлизированными цветами, образующими контрастную мозаику. Древесина — суть русской крестьянской культуры. Живопись условно «машинизирована», и в этом произведении уже обнаруживаются ростки русского конструктивизма 1920.

## История
Малевич, создает  «новый русский стиль», как он сам называет своими примитивными картинами исходя из иконографической структуры популярных образов — лубок.
Художник добавляет принципы геометрического сезанизма и футуристической металлизации цветов в свое творчество. Он следует заветам Сезана: «Обрабатывайте природу цилиндром, сферой, конусом, всё в перспективе».
Малевич дает вполне оригинальное толкование этих принципов в сравнении с французскими живописцами: Пабло Пикассо, Жоржем Браком, Фернаном Леже — Казимир Северенович очень близок по обработке картин цилиндризмом своими трубчатыми фигурами. Ассортимент цветов у Малевича также отличается от тех французских художников, в 1910-х годах иностранные художники предпочитали цвета охры, коричневые, серые, темные.
На геометрический сезанизм влияет итальянский футуризм: живопись — это композиция, построена и покрыта металлической краской.